# NGC 5347
NGC 5347 (другие обозначения — UGC 8805, MCG 6-31-7, ZWG 191.7, KUG 1351+337A, IRAS13510+3344, PGC 49342) — спиральная галактика с перемычкой (SBab) в созвездии Гончие Псы.
Галактика обладает активным ядром и относится к сейфертовским галактикам типа II
Этот объект входит в число перечисленных в оригинальной редакции «Нового общего каталога».